# Сан Козмо Албанезе (Козенца)
Сан Козмо Албанезе (итал. San Cosmo Albanese) је насеље у Италији у округу Козенца, региону Калабрија.
Према процени из 2011. у насељу је живело 581 становника. Насеље се налази на надморској висини од 362 м.

## Становништво
Према резултатима пописа становништва 2011. у општини је живело 629 становника.
| 1931. | 1936. | 1951. | 1961. | 1971. | 1981. | 1991. | 2001. | 2011. |
| ----- | ----- | ----- | ----- | ----- | ----- | ----- | ----- | ----- |
| 826   | 878   | 1.096 | 1.045 | 1.035 | 849   | 780   | 702   | 629   |